# Danzel

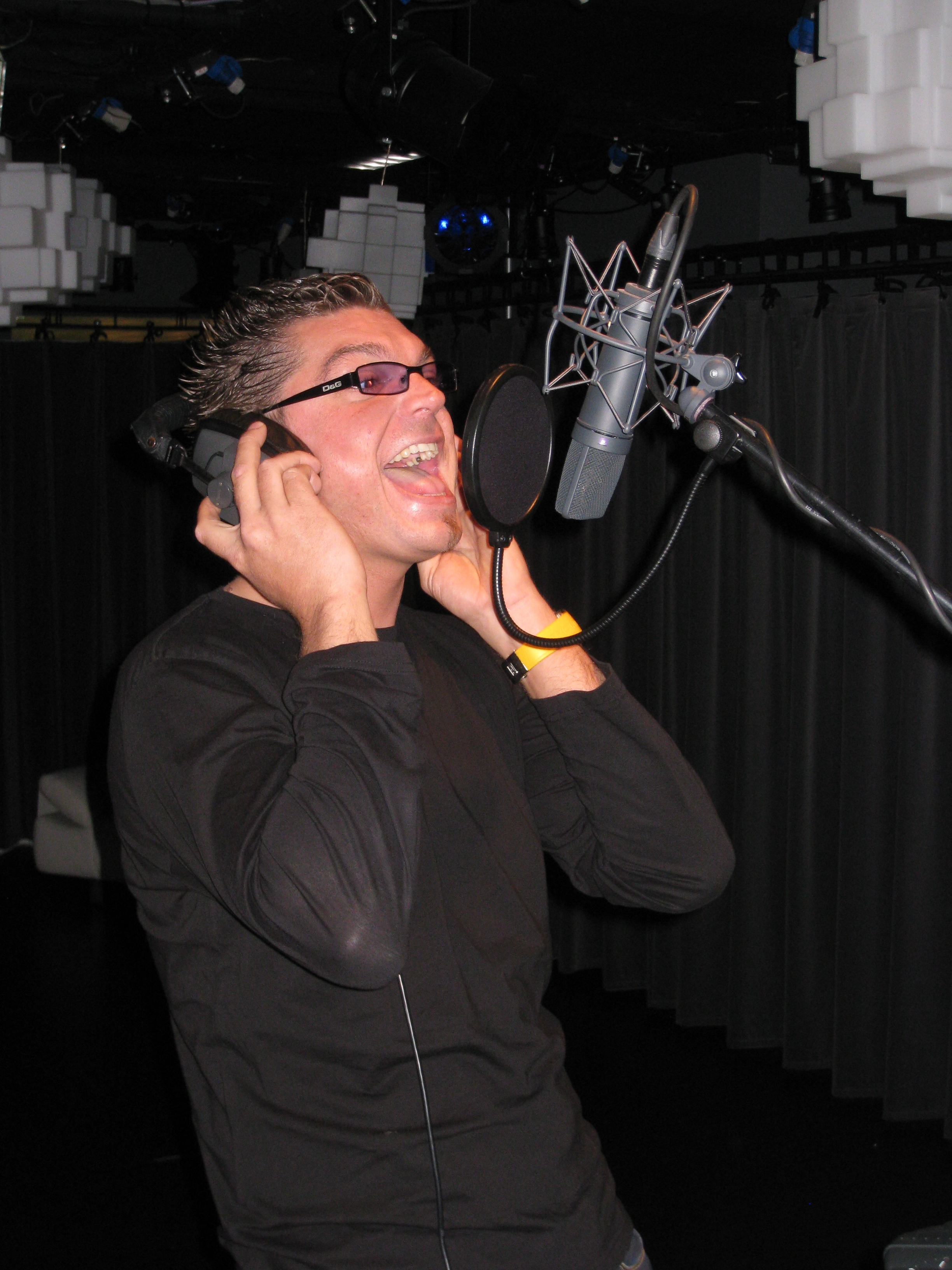
Danzel (2010)

Danzel (eigentlich: Johan Waem, * 9. November 1976 in Beveren-Waas, Belgien) ist ein belgischer Musiker aus Antwerpen. 2004 landete er mit seinem Song Pump It Up! einen europaweiten Erfolg.

## Karriere
Waems Karriere begann als Sänger und Gitarrist der Band Scherp op de Snee. Später war er als Background-Sänger der L.A. Band auf einigen Aufnahmen zu hören.
2003 nahm er an Idools 2003, der belgischen (flämischen) Version der Castingshow Pop Idol (dt.: Deutschland sucht den Superstar), teil und erreichte dort die Runde der letzten 20 Kandidaten.
Ende 2003 nahm er die Single Pump It Up! auf. Der Dancesong baut auf dem gleichnamigen Song von den Black & White Brothers (Mr. Mike und Djaimin Leonardo Stella) aus dem Jahr 1999 auf.
Der Song eroberte zunächst in Frankreich die Clubs und Diskotheken und hielt sich insgesamt acht Wochen auf Platz 1 der Dance-Charts. Über Belgien, wo die Single Goldstatus erreichte, und Italien, wo der Song unter anderem für die Pringles-Werbekampagne eingesetzt wurde, erreichte Pump It Up! im Herbst 2004 Deutschland. Hier stieg die Single im Oktober bis auf Platz vier der Singlecharts. Mit der zweiten Single You Are All of That hatte er geringeren Erfolg.
Mit Put Your Hands Up in the Air! veröffentlichte er 2005 erneut ein Remake eines früheren Hitsongs der Black & White Brothers.
Am 28. Januar 2006 nahm er mit dem Song Undercover an der polnischen Vorausscheidung zum Eurovision Song Contest 2006 teil. Dabei belegte er den neunten Platz.

## Diskografie

### Studioalben
| Jahr | Titel                | Höchstplatzierung, Gesamtwochen, AuszeichnungChartplatzierungen (Jahr, Titel, Platzierungen, Wochen, Auszeichnungen, Anmerkungen) | Höchstplatzierung, Gesamtwochen, AuszeichnungChartplatzierungen (Jahr, Titel, Platzierungen, Wochen, Auszeichnungen, Anmerkungen) | Höchstplatzierung, Gesamtwochen, AuszeichnungChartplatzierungen (Jahr, Titel, Platzierungen, Wochen, Auszeichnungen, Anmerkungen) | Höchstplatzierung, Gesamtwochen, AuszeichnungChartplatzierungen (Jahr, Titel, Platzierungen, Wochen, Auszeichnungen, Anmerkungen) | Höchstplatzierung, Gesamtwochen, AuszeichnungChartplatzierungen (Jahr, Titel, Platzierungen, Wochen, Auszeichnungen, Anmerkungen) | Anmerkungen                              |
| Jahr | Titel                | DE | AT | CH | UK | BEF | Anmerkungen                              |
| ---- | -------------------- | --- | --- | --- | --- | --- | ---------------------------------------- |
| 2004 | The Name of the Jam! | — | — | — | — | BEF47 (4 Wo.)BEF | Erstveröffentlichung: 20. September 2004 |
| 2008 | Unlocked             | — | — | — | — | — | Erstveröffentlichung: 8. Februar 2008    |

### Singles als Leadmusiker
| Jahr | Titel Album                                        | Höchstplatzierung, Gesamtwochen, AuszeichnungChartplatzierungen (Jahr, Titel, Album, Platzierungen, Wochen, Auszeichnungen, Anmerkungen) | Höchstplatzierung, Gesamtwochen, AuszeichnungChartplatzierungen (Jahr, Titel, Album, Platzierungen, Wochen, Auszeichnungen, Anmerkungen) | Höchstplatzierung, Gesamtwochen, AuszeichnungChartplatzierungen (Jahr, Titel, Album, Platzierungen, Wochen, Auszeichnungen, Anmerkungen) | Höchstplatzierung, Gesamtwochen, AuszeichnungChartplatzierungen (Jahr, Titel, Album, Platzierungen, Wochen, Auszeichnungen, Anmerkungen) | Höchstplatzierung, Gesamtwochen, AuszeichnungChartplatzierungen (Jahr, Titel, Album, Platzierungen, Wochen, Auszeichnungen, Anmerkungen) | Anmerkungen                                            |
| Jahr | Titel Album                                        | DE | AT | CH | UK | BEF | Anmerkungen                                            |
| ---- | -------------------------------------------------- | --- | --- | --- | --- | --- | ------------------------------------------------------ |
| 2004 | Pump It Up! The Name of the Jam!                   | DE4 (16 Wo.)DE | AT3 (19 Wo.)AT | CH5 (22 Wo.)CH | UK11 (12 Wo.)UK | BEF8 Gold · (19 Wo.)BEF | Erstveröffentlichung: 6. März 2004                     |
| 2004 | You Are All of That The Name of the Jam!           | DE24 (8 Wo.)DE | AT30 (6 Wo.)AT | CH49 (5 Wo.)CH | — | BEF9 (14 Wo.)BEF | Erstveröffentlichung: 13. Juni 2003                    |
| 2005 | Put Your Hands Up in the Air! The Name of the Jam! | DE52 (7 Wo.)DE | AT56 (4 Wo.)AT | CH74 (2 Wo.)CH | — | BEF34 (5 Wo.)BEF | Erstveröffentlichung: 12. Juli 2005                    |
| 2006 | My Arms Keep Missing You Unlocked                  | — | — | — | — | BEF15 (10 Wo.)BEF | Erstveröffentlichung: 15. April 2006 vs. DJ F.R.A.N.K. |
| 2007 | You Spin Me Round (Like a Record) Unlocked         | — | — | — | — | BEF32 (7 Wo.)BEF | Erstveröffentlichung: 3. Mai 2007                      |
| 2010 | Under Arrest –                                     | — | — | — | — | BEF30 (7 Wo.)BEF | Erstveröffentlichung: 15. März 2010                    |

Weitere Singles
- 2004: Home Again
- 2008: Clap Your Hands
- 2013: Pump It Up 2K14 (vs. DJ F.R.A.N.K)
- 2006: Undercover
- 2008:  What Is Life

### Singles als Gastmusiker
| Jahr | Titel Album                | Höchstplatzierung, Gesamtwochen, AuszeichnungChartplatzierungen (Jahr, Titel, Album, Platzierungen, Wochen, Auszeichnungen, Anmerkungen) | Höchstplatzierung, Gesamtwochen, AuszeichnungChartplatzierungen (Jahr, Titel, Album, Platzierungen, Wochen, Auszeichnungen, Anmerkungen) | Höchstplatzierung, Gesamtwochen, AuszeichnungChartplatzierungen (Jahr, Titel, Album, Platzierungen, Wochen, Auszeichnungen, Anmerkungen) | Höchstplatzierung, Gesamtwochen, AuszeichnungChartplatzierungen (Jahr, Titel, Album, Platzierungen, Wochen, Auszeichnungen, Anmerkungen) | Höchstplatzierung, Gesamtwochen, AuszeichnungChartplatzierungen (Jahr, Titel, Album, Platzierungen, Wochen, Auszeichnungen, Anmerkungen) | Anmerkungen                                                                                          |
| Jahr | Titel Album                | DE | AT | CH | UK | BEF | Anmerkungen                                                                                          |
| ---- | -------------------------- | --- | --- | --- | --- | --- | --- |
| 2010 | Zeigt mir 10 (Explode 3) – | DE58 (5 Wo.)DE | AT43 (5 Wo.)AT | — | — | — | Erstveröffentlichung: 7. Mai 2010 Darius & Finlay & Shaun Baker, Vocals by Seaside Clubbers & Danzel |
| 2012 | You Make Me Happy –        | — | — | — | — | — | Erstveröffentlichung: März 2012 DJ Rebel feat. Danzel                                                |

## Auszeichnungen für Musikverkäufe
| Silberne Schallplatte - Frankreich - 2004: für die Single Pump It Up! |

Anmerkung: Auszeichnungen in Ländern aus den Charttabellen bzw. Chartboxen sind in ebendiesen zu finden.
| Land/RegionAuszeichnungen für Musikverkäufe (Land/Region, Auszeichnungen, Verkäufe, Quellen) | Silber  | Gold  | Platin | Verkäufe | Quellen     |
| -------------------------------------------------------------------------------------------- | ------- | ----- | ------ | -------- | ----------- |
| Belgien (BRMA)                                                                               | —       | Gold1 | —      | 15.000   | ultratop.be |
| Frankreich (SNEP)                                                                            | Silber1 | —     | —      | 125.000  | infodisc.fr |
| Insgesamt                                                                                    | Silber1 | Gold1 | —      |          |             |